# Estación de Sant Feliu de Llobregat
Sant Feliu de Llobregat es una estación de las líneas R1 y R4 de Cercanías Renfe de Barcelona situada en el municipio homónimo.

## Estación de cercanías
La estación de cercanías forma parte de la línea de Vilafranca, que une Barcelona y San Vicente de Calders por el interior a través de las comarcas del Bajo Llobregat, el Alto Panadés y el Bajo Panadés.
Los trenes de la línea 1 que pasan por esta estación no permiten llegar más allá de la Estación de Arenys de Mar, es necesario un transbordo en la estación de Hospitalet para ir a estaciones posteriores de dicha línea.
| << cabecera                                              | < estación    | línea | estación >     | cabecera >>          |
| -------------------------------------------------------- | ------------- | ----- | -------------- | -------------------- |
| Rodalies de Catalunya de Renfe                           |               |       |                |                      |
| Molins de Rey                                            | Molins de Rey |       | San Juan Despí | Mataró Arenys de Mar |
| San Vicente de Calders Villafranca del Panadés Martorell | Molins de Rey |       | San Juan Despí | Tarrasa Manresa      |

## Estación de tranvía
La parada de San Feliú | Consejo Comarcal está situada en el término municipal de San Feliú de Llobregat, en la Riera de Pahissa junto a la avenida Montejurra. Se puso en funcionamiento el 21 de abril de 2007 con la apertura del tramo de 600 metros desde la parada entonces llamada Consejo Comarcal, actualmente Torreblanca. La estación está situada en un tramo de vía doble con andenes laterales. La parada dispone de los equipamientos estándar de todas las paradas de la red TRAM, con marquesina en los andenes dotada de las máquinas de venta de billetes, planos con información de la línea y de la zona, interfono y también la pantalla donde se especifican los minutos que faltan para los próximos tranvías. La parada actúa también de intercambiador con bus y vehículo privado, ya que dispone de un aparcamiento con capacidad para 65 vehículos. Completan las instalaciones una doble diagonal entre vías a la salida de la parada terminal para permitir a los tranvías hacer el cambio de sentido .